# Брюханов, Николай Альбертович
Никола́й Альбе́ртович Брюха́нов  (род. 13 декабря 1957, Москва, СССР) — советский и российский инженер, конструктор в области космического машиностроения.

## Биография
В 1980 году Николай Альбертович Брюханов окончил Московское высшее техническое училище им. Н. Э. Баумана по специальности «Летательные аппараты».
После окончания учёбы в 1980 году был принят на работу в Ракетно-космическую корпорацию «Энергия» им. С. П. Королева на должность инженера.
В период работы с 1980 по 2018 гг. в РКК «Энергия» Николай Брюханов прошёл профессиональный путь от инженера до первого заместителя генерального конструктора, главного конструктора перспективных космических комплексов и систем.
В РКК «Энергия» Брюханов возглавлял разработку орбитальных станций и пилотируемых кораблей, в частности руководил проектами разработки космоплана «Клипер», перспективного транспортного космического корабля «Федерация» («Орел»).
В 2018 году перешёл на должность Главного конструктора по орбитальным космическим средствам в коммерческую компанию «С 7 Космические Транспортные Системы» (S7 Space), которая является оператором ракетно-космического комплекса «Морской старт». Занимался проектом «Орбитальный космодром», а также разработкой нового многоразового транспортного космического корабля.
В 2020 году перешёл на должность Главного конструктора в коммерческую компанию ООО «МТКС», которая занимается разработкой частного многоразового транспортного космического корабля «Арго».

## Награды и премии
- Орден Дружбы
- Медаль ордена «За заслуги перед Отечеством» II степени
- Почетное звание «Заслуженный машиностроитель Российской Федерации»
- Лауреат премии Правительства РФ в области науки и техники
- Лауреат премии Правительства РФ им. Ю. А. Гагарина

## Изобретения
Николай Альбертович Брюханов — автор и соавтор научных трудов, включая авторские свидетельства на изобретения и патенты. Среди них:
- Патент на изобретение № RU 2296396 от 11.01.2005 — «Способ сборки крупногабаритных развертываемых космических рефлекторов и технологическое приспособление для формирования отражающей поверхности рефлектора»
- Патент на изобретение № RU 2334656 от 04.05.2010 — «Космический аппарат для спуска с орбиты искусственного спутника Земли и способ его спуска с орбиты искусственного спутника Земли»
- Патент на изобретение № RU 2429991 С1 от 04.05.2010 — «Устройство для мягкой парашютной посадки груза на посадочную поверхность»
- Патент на изобретение № RU 2457159 от 30.08.2010 — «Способ одноосной ориентации космического аппарата вытянутой формы»
- Патент на изобретение № RU 2457158 С2 от 22.09.2010 — «Способ управления ориентацией космического аппарата с неподвижными панелями солнечных батарей при выполнении экспериментов на орбитах с максимальной длительностью теневого участка»